# Kostel svatého Michaela archanděla (Milostín)
Římskokatolický kostel svatého Michaela Archanděla stával v Milostíně v okrese Rakovník. První písemná zmínka o milostínském farním kostelu pochází z roku 1382. Na počátku devatenáctého století byl výrazně přestavěn. Nacházel se v jižní částí návsi na místě autobusové zastávky. Zbořen byl ve třicátých letech dvacátého století.
Kostel měl obdélný půdorys ukončený odsazeným a trojboce uzavřeným presbytářem. K jeho severní straně původně přiléhala sakristie, ale roku 1841 byla zbořena a nahrazena novou v ose presbytáře. V západním průčelí stávala průchozí věž, která nahradila starší samostatně stojící zvonici. Loď měla rákosový strop a valbovou střechu se sanktusníkem. Podvěží bylo zaklenuté plackovou klenbou. U západní stěny bývala kruchta nesená dvěma sloupy a dvěma polosloupy.